# آنتونی مودست
آنتونی مودست (فرانسوی: Anthony Modeste‎؛ زادهٔ ۱۴ آوریل ۱۹۸۸) بازیکن فوتبال اهل فرانسه است که در پست مهاجم بازی میکند
از باشگاه‌هایی که در آن بازی کرده‌است می‌توان به نیس، آنژه، بوردو، بلکبرن راورز، باستیا هوفنهایم، کلن، تیانجین چوانجیان، سن-اتین و دورتموند اشاره کرد.
وی همچنین در تیم ملی فوتبال زیر ۲۱ سال فرانسه بازی کرده‌است.